# Afrohår
Afrohår eller afrofrisure er en frisure, hvor håret står ud fra hovedet som en bold eller i andre udstående formationer.
Blandt mange personer af sort afrikansk oprindelse er afrohår en naturlig form for håret når det tillades at vokse sig langt. Denne slags afrohår omtales gerne som "naturligt afrohår". Også personer af anden etnisk oprindelse som har krøllet hår, kan lade håret vokse til det som kan kaldes afrohår. Personer med tætte krøller kan strække krøllerne med en hårbørste eller kam.